# Willoughby Hamilton (Badminton)
Willoughby Hamilton (* 27. Oktober 1907; † 23. Februar 1971) war ein irischer Badmintonspieler. Blayney Hamilton war sein Vater, Willoughby Hamilton sein Onkel.

## Karriere
Willoughby Hamilton war einer der bedeutendsten irischen Badmintonspieler der 1930er Jahre. Er gewann fünfmal die Irish Open, achtmal die irischen Meisterschaften, siebenmal die Scottish Open und fünfmal die Welsh International.

## Sportliche Erfolge
| Saison | Veranstaltung                 | Disziplin    | Platz | Name                                  |
| ------ | ----------------------------- | ------------ | ----- | ------------------------------------- |
| 1927   | Irland: Einzelmeisterschaften | Herreneinzel | 1     | Willoughby Hamilton                   |
| 1927   | Irland: Einzelmeisterschaften | Mixed        | 1     | Willoughby Hamilton / T. D. Good      |
| 1927   | Irland: Einzelmeisterschaften | Herrendoppel | 1     | R. A. J. Goff / Willoughby Hamilton   |
| 1929   | Irish Open                    | Herreneinzel | 1     | Willoughby Hamilton                   |
| 1930   | Scottish Open                 | Herreneinzel | 1     | Willoughby Hamilton                   |
| 1930   | Irish Open                    | Herreneinzel | 1     | Willoughby Hamilton                   |
| 1930   | Scottish Open                 | Herrendoppel | 1     | Arthur Hamilton / Willoughby Hamilton |
| 1931   | Irish Open                    | Herreneinzel | 1     | Willoughby Hamilton                   |
| 1931   | Welsh International           | Herreneinzel | 1     | W. Hamilton                           |
| 1931   | Welsh International           | Herrendoppel | 1     | Arthur Hamilton / Willoughby Hamilton |
| 1932   | Scottish Open                 | Herreneinzel | 1     | Willoughby Hamilton                   |
| 1932   | Scottish Open                 | Mixed        | 1     | Willoughby Hamilton / M. Story        |
| 1932   | Scottish Open                 | Herrendoppel | 1     | Arthur Hamilton / Willoughby Hamilton |
| 1932   | Welsh International           | Herreneinzel | 1     | Willoughby Hamilton                   |
| 1933   | Irland: Einzelmeisterschaften | Mixed        | 1     | Willoughby Hamilton / G. Good         |
| 1933   | Irland: Einzelmeisterschaften | Herrendoppel | 1     | Willoughby Hamilton / N. D. Good      |
| 1933   | Irish Open                    | Herreneinzel | 1     | Willoughby Hamilton                   |
| 1933   | Welsh International           | Herreneinzel | 1     | Willoughby Hamilton                   |
| 1934   | Scottish Open                 | Herreneinzel | 1     | Willoughby Hamilton                   |
| 1934   | Irish Open                    | Herrendoppel | 1     | Ian Maconachie / Willoughby Hamilton  |
| 1934   | Scottish Open                 | Herrendoppel | 1     | Willoughby Hamilton / Ian Maconachie  |
| 1934   | Irland: Einzelmeisterschaften | Herreneinzel | 1     | Willoughby Hamilton                   |
| 1934   | Irland: Einzelmeisterschaften | Herrendoppel | 1     | Willoughby Hamilton / N. D. Good      |
| 1934   | Welsh International           | Herrendoppel | 1     | Willoughby Hamilton / Ian Maconachie  |
| 1935   | Irland: Einzelmeisterschaften | Herreneinzel | 1     | Willoughby Hamilton                   |